# Arthur Baessler

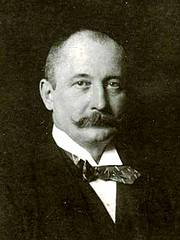
Arthur Baessler

Arthur Baessler (* 6. Mai 1857 in Glauchau; † 31. März 1907 in Eberswalde) war ein deutscher Forschungsreisender und Anthropologe. Er zählt zu den großen Mäzenen des Museums für Völkerkunde in Berlin.

## Leben
Baessler studierte Naturwissenschaften, Geographie und Anthropologie an der Ruprecht-Karls-Universität Heidelberg. 1879 wurde er mit dem Politiker Karl Schulze-Pelkum Mitglied des Corps Guestphalia Heidelberg. Als Inaktiver wechselte er an die Ludwig-Maximilians-Universität München und  die Friedrich-Wilhelms-Universität zu Berlin.
Angeregt von Adolf Bastian und Rudolf Virchow wandte er sich analphabetischen und aussterbenden Ethnien zu. 1887 begann er eine zweijährige Expedition durch Neuguinea. Er bereiste Australien (1891–1893) und Neuseeland, Polynesien und  Peru (1896–1898). Seine dabei entstandenen Sammlungen vermachte er ethnologischen und anthropologischen Museen in Berlin, Dresden und Stuttgart. 1903 gründete er die Arthur Baessler-Stiftung. Sie sollte  ethnologisch Vorgebildeten Forschungsreisen in Weltgegenden ermöglichen, in denen sie Ethnographica für das Völkerkundemuseum sammeln konnten. Ihre Berichte wurden im Baessler-Archiv für Völkerkunde veröffentlicht. Baessler starb gut einen Monat vor seinem 50. Geburtstag.

## Ehrungen
- Geheimer Hofrat
- Honorarprofessor
- Mitglied der Deutschen Akademie der Naturforscher Leopoldina (seit 1892)[3]

## Schriften (Auswahl)
- Neue Südsee-Bilder. Verlag von Georg Reimer, Berlin 1900, 420 Seiten. (online)
- Altperuanische Kunst : Beitr. z. Archäologie des Inca-Reichs / Nach d. Samml. von Arthur Baessler. 4 Bände. Leipzig : Hiersemann, 1902/1903